# فالنتين تانر
فالنتين تانر هو لاعب كرلنغ سويسري، ولد في 2 أكتوبر 1992 في سويسرا.

## وصلات خارجية
- فالنتين تانر على موقع الاتحاد الدولي للكرلنغ (الإنجليزية)
- فالنتين تانر على موقع اللجنة الأولمبية الدولية (الإنجليزية)
- فالنتين تانر على موقع أوليمبيديا (الإنجليزية)